# Kaarina
Kaarina (in svedese S:t Karins) è una città finlandese con 35848 abitanti, situata nella regione del Varsinais-Suomi, nei pressi della città di Turku.

## Amministrazione

### Gemellaggi
- Jõgeva